# 本·布罗德
本·布罗德（英语：Ben Brode），是美国的游戏设计师，曾是暴雪娱乐《炉石传说》的游戏总监，于2018年离开暴雪并创立了自己的游戏工作室Second Dinner，是工作室的首席创意官。

## 生活与事业
布罗德在20岁时加入暴雪娱乐，最初是《魔兽争霸3》和《魔兽世界》的测试员，工作了18个月后成为环境测试主管。他在测试游戏的过程中，为《魔兽争霸3》 制作了自定义地图，其中之一成为了社区发布的“本周地图”。此后布罗德寻找新职位，包括申请《星际争霸2》的设计师，后成为魔獸世界卡牌遊戲的创作者。
布罗德于2015年成为《炉石传说》的首席设计师，年末晋升为游戏总监。在《炉石传说》工作期间是游戏对外的公共面孔，包括接受采访、回应玩家反馈、解释游戏概念和提供游戏开发的最新信息。
在暴雪工作15年后，布罗德于2018年离开公司，与几名前暴雪员工一起创办了自己的游戏工作室 Second Dinner。 2019年，Second Dinner宣布获得网易3000万美元的投资，并活动为漫威制作手机游戏的许可。